# Кердьом (станція)

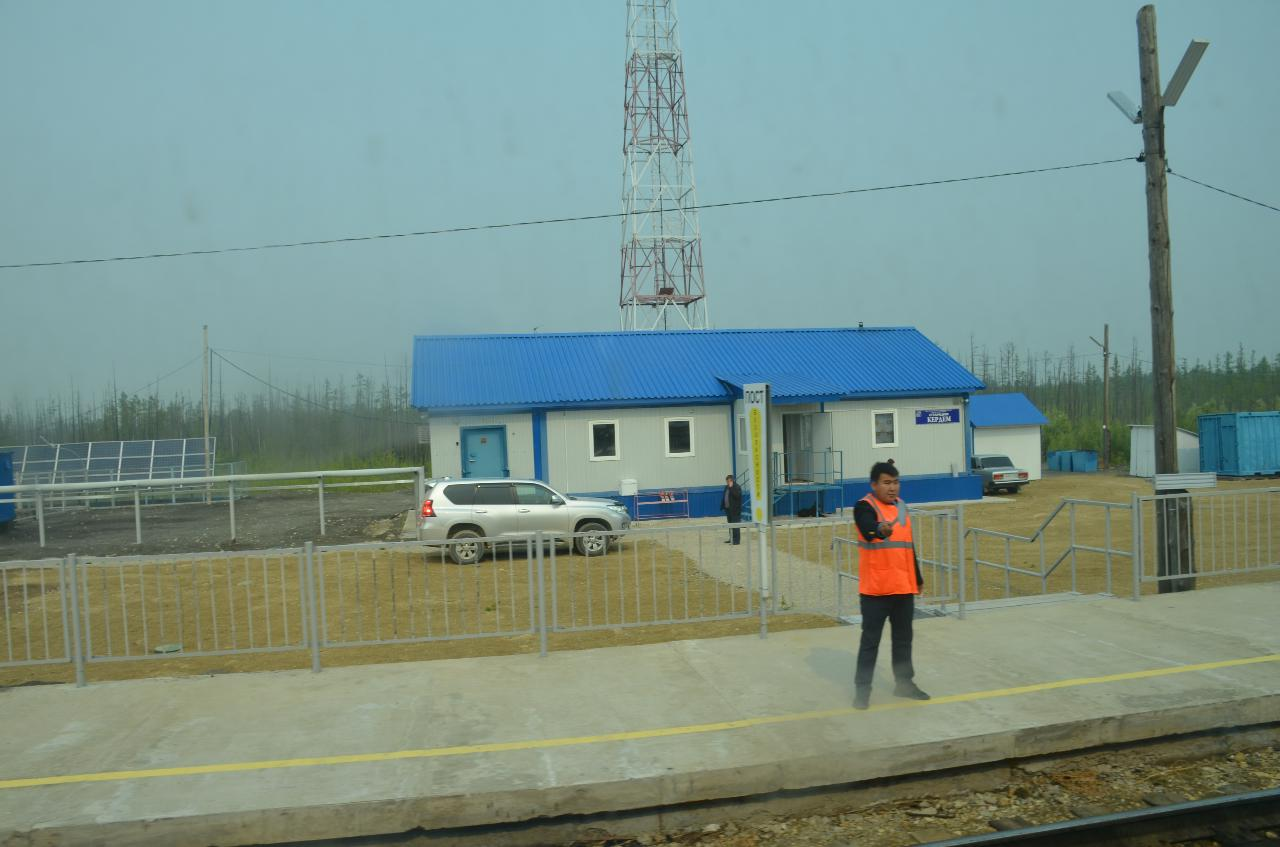
Станція Кердьом

61°20′11″ пн. ш. 129°14′26″ сх. д. / 61.336388888889° пн. ш. 129.24055555556° сх. д.
Кердьом (якут. Күөрдэм) — станція АК «Залізниці Якутії» (Російські залізниці), розміщена на дільниці Нерюнгрі-Вантажна — Нижній Бестях.
Розташована за 10 км на південний схід від однойменного села Хангаласького улусу Республіки Саха. Відкрита у 2013 році. Станом на початок 2014 року на лінії здійснюється тільки рух вантажних поїздів. Пасажирський рух відкритий у 2019 році.